# Raduil, Sofia
Raduil (în bulgară Радуил) este un sat în comuna Samokov, regiunea Sofia,  Bulgaria. 

## Demografie
Componența etnică a satului Raduil
     Bulgari (98,65%)
     Nicio identificare (1,34%)
     Altele (0,26%)
La recensământul din 2011, populația satului Raduil era de 1.115 locuitori. Din punct de vedere etnic, majoritatea locuitorilor (98,65%) erau bulgari. Pentru 1,34% din locuitori nu este cunoscută apartenența etnică.